# Jasaan

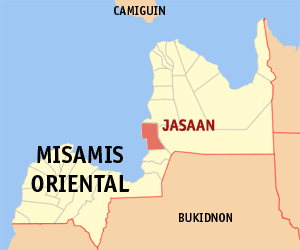
Bản đồ Misamis Oriental với vị trí của Jasaan

Jasaan là một đô thị hạng 3 ở tỉnh Misamis Oriental, Philippines. Theo điều tra dân số năm 2000 của Philipin, đô thị này có dân số 39.969 người trong 7.662 hộ.

## Các đơn vị hành chính
Jasaan được chia ra 15 barangay.
- Aplaya
- Bobontugan
- Corrales
- Danao
- Jampason
- Kimaya
- Lower Jasaan
- Luz Banzon
- Natubo
- San Antonio
- San Isidro
- San Nicolas
- Solana
- Upper Jasaan
- I. S. Cruz